# Триволати (Беневенто)
Триволати је насеље у Италији у округу Беневенто, региону Кампанија.
Према процени из 2011. у насељу је живело 142 становника. Насеље се налази на надморској висини од 249 м.